# Дуншань (Хэган)
Дунша́нь (кит. упр. 东山, пиньинь Dōngshān, буквально: «Восточные горы») — район городского подчинения городского округа Хэган провинции Хэйлунцзян (КНР).

## История
В 1958 году на этой территории были образованы Экономические зоны «Дуншань» и «Синьи» (新一 — Новая Первая), а в 1960 году официально образован районы Дуншань и Синьи. В 1966 году район Дуншань был переименован в «Сила масс» (群力区), а Синьи — в «Против ревизионизма» (反修区). В 1980 году эти два района были объединены в район Дуншань.

## Административное деление
Район Дуншань делится на 6 уличных комитетов (в городе Хэган), 1 посёлок и 3 волости.
| №  | Название    | Название (кит.)  | Статус          | Население чел. (2010) | На карте                         |
| -- | ----------- | ---------------- | --------------- | --------------------- | -------------------------------- |
| 1  | Дуншань     | 东山街道办事处   | уличный комитет | 20306                 | 47°20′18″ с. ш. 130°18′59″ в. д. |
| 2  | Гунжэньцунь | 工人村街道办事处 | уличный комитет | 20092                 | 47°20′18″ с. ш. 130°18′59″ в. д. |
| 3  | Синьхуа     | 新华镇           | поселок         | 18791                 | 47°06′51″ с. ш. 130°17′55″ в. д. |
| 4  | Хэсин       | 鹤兴街道         | уличный комитет | 17348                 | 47°20′18″ с. ш. 130°18′59″ в. д. |
| 5  | Синьи       | 新一街道办事处   | уличный комитет | 15766                 | 47°20′18″ с. ш. 130°18′59″ в. д. |
| 6  | Дунфанхун   | 东方红乡         | волость         | 14603                 | 47°19′27″ с. ш. 130°20′22″ в. д. |
| 7  | Шуюань      | 蔬园乡           | волость         | 14121                 |                                  |
| 8  | Гуанъюй     | 光宇街道         | уличный комитет | 11507                 | 47°20′18″ с. ш. 130°18′59″ в. д. |
| 9  | Хунци       | 红旗乡           | волость         | 11141                 | 47°14′11″ с. ш. 130°11′16″ в. д. |
| 10 | Саньцзе     | 三街街道办事处   | уличный комитет | 10185                 | 47°20′18″ с. ш. 130°18′59″ в. д. |

## Соседние административные единицы
Район Дуншань окружает районы Синшань, Сянъян, Гуннун, Наньшань и Синъань; на востоке он граничит с уездом Лобэй, на юго-востоке — с городским округом Цзямусы, на западе и севере — с городским округом Ичунь.